# Marius Trésor
Marius Trésor (Sainte-Anne, 15 gennaio 1950) è un ex calciatore francese, di ruolo difensore.
Nel 2004 è stato inserito nella lista FIFA 100.

## Caratteristiche tecniche
Guadalupense di nascita, è stato uno dei massimi esponenti del ruolo del libero. Dalle spiccate doti fisiche, ha ricoperto anche il ruolo di difensore centrale. Ai tempi del Marsiglia è stato soprannominato la "Perla delle Antille".

## Carriera

### Club
Cresciuto nelle giovanili della Juventus de Sainte-Anne, inizia la carriera da professionista all'Ajaccio per poi passare all'Olympique Marseille, squadra con la quale vince la Coppa di Francia nel 1976, battendo in finale per 2-0 gli avversari dell'Olympique Lione. Nel 1972 vince il premio come miglior calciatore francese. Con i biancocelesti fa il suo esordio nelle competizioni europee, infatti nel settembre 1973 disputa il primo match di Coppa UEFA nella vittoria esterna per 0-5 contro l'Union Luxembourg. Successivamente gioca con il Bordeaux conquistando la Coppa delle Alpi nel 1980 e il campionato di Francia nel 1984.

### Nazionale

Trésor (a sinistra), capitano della Francia, saluta Dino Zoff prima della sfida con l'Italia dell'8 febbraio 1978.

È stato il primo giocatore di colore a indossare la maglia della Nazionale francese divenendone poi capitano; dal 1971 al 1983 ha collezionato 65 partite in Nazionale. Con Jean-Pierre Adams, per anni, ha formato la coppia centrale “Garde noire” (la “guardia nera”). Ha fatto il suo esordio contro la Bulgaria nella sconfitta per 2-1 valevole per le qualificazioni all'europeo 1972. Con la maglia dei transalpini ha inoltre partecipato alle edizioni 1978 e 1982 del mondiale. In quest'ultima segna in semifinale contro la Germania Ovest, nella celebre Notte di Siviglia, suo il gol, sugli sviluppi di un calcio di punizione, del momentaneo 2-1 per i Bleus.

## Statistiche

### Cronologia presenze e reti in nazionale
| Cronologia completa delle presenze e delle reti in nazionale ― Francia | Cronologia completa delle presenze e delle reti in nazionale ― Francia | Cronologia completa delle presenze e delle reti in nazionale ― Francia | Cronologia completa delle presenze e delle reti in nazionale ― Francia | Cronologia completa delle presenze e delle reti in nazionale ― Francia | Cronologia completa delle presenze e delle reti in nazionale ― Francia | Cronologia completa delle presenze e delle reti in nazionale ― Francia | Cronologia completa delle presenze e delle reti in nazionale ― Francia |
| Data                                                                   | Città                                                                  | In casa                                                                | Risultato                                                              | Ospiti                                                                 | Competizione                                                           | Reti                                                                   | Note                                                                   |
| ---------------------------------------------------------------------- | ---------------------------------------------------------------------- | ---------------------------------------------------------------------- | ---------------------------------------------------------------------- | ---------------------------------------------------------------------- | ---------------------------------------------------------------------- | ---------------------------------------------------------------------- | ---------------------------------------------------------------------- |
| 4-12-1971                                                              | Sofia                                                                  | Bulgaria                                                               | 2 – 1                                                                  | Francia                                                                | Qual. Euro 1972                                                        | -                                                                      |                                                                        |
| 8-4-1972                                                               | Bucarest                                                               | Romania                                                                | 2 – 0                                                                  | Francia                                                                | Amichevole                                                             | -                                                                      |                                                                        |
| 18-6-1972                                                              | Salvador                                                               | Colombia                                                               | 2 – 3                                                                  | Francia                                                                | Amichevole                                                             | -                                                                      |                                                                        |
| 25-6-1972                                                              | Salvador                                                               | Francia                                                                | 0 – 0                                                                  | Argentina                                                              | Amichevole                                                             | -                                                                      |                                                                        |
| 2-9-1972                                                               | Pireo                                                                  | Grecia                                                                 | 1 – 3                                                                  | Francia                                                                | Amichevole                                                             | -                                                                      |                                                                        |
| 13-10-1972                                                             | Parigi                                                                 | Francia                                                                | 1 – 0                                                                  | Unione Sovietica                                                       | Qual. Mondiali 1974                                                    | -                                                                      |                                                                        |
| 15-11-1972                                                             | Dublino                                                                | Irlanda                                                                | 2 – 1                                                                  | Francia                                                                | Qual. Mondiali 1974                                                    | -                                                                      |                                                                        |
| 3-3-1973                                                               | Parigi                                                                 | Francia                                                                | 1 – 2                                                                  | Portogallo                                                             | Amichevole                                                             | -                                                                      |                                                                        |
| 19-5-1973                                                              | Parigi                                                                 | Francia                                                                | 1 – 1                                                                  | Irlanda                                                                | Qual. Mondiali 1974                                                    | -                                                                      |                                                                        |
| 26-5-1973                                                              | Mosca                                                                  | Unione Sovietica                                                       | 2 – 0                                                                  | Francia                                                                | Qual. Mondiali 1974                                                    | -                                                                      |                                                                        |
| 8-9-1973                                                               | Saint-Denis                                                            | Francia                                                                | 3 – 1                                                                  | Grecia                                                                 | Amichevole                                                             | -                                                                      |                                                                        |
| 13-10-1973                                                             | Gelsenkirchen                                                          | Germania Ovest                                                         | 2 – 1                                                                  | Francia                                                                | Amichevole                                                             | 1                                                                      |                                                                        |
| 23-3-1974                                                              | Parigi                                                                 | Francia                                                                | 1 – 0                                                                  | Romania                                                                | Amichevole                                                             | -                                                                      |                                                                        |
| 27-4-1974                                                              | Praga                                                                  | Cecoslovacchia                                                         | 3 – 3                                                                  | Francia                                                                | Amichevole                                                             | -                                                                      |                                                                        |
| 7-9-1974                                                               | Cracovia                                                               | Polonia                                                                | 0 – 2                                                                  | Francia                                                                | Amichevole                                                             | -                                                                      | 87’                                                                    |
| 12-10-1974                                                             | Bruxelles                                                              | Belgio                                                                 | 2 – 1                                                                  | Francia                                                                | Qual. Euro 1976                                                        | -                                                                      |                                                                        |
| 16-11-1974                                                             | Parigi                                                                 | Francia                                                                | 2 – 2                                                                  | Germania Est                                                           | Qual. Euro 1976                                                        | -                                                                      | 65’                                                                    |
| 26-3-1975                                                              | Parigi                                                                 | Francia                                                                | 2 – 0                                                                  | Ungheria                                                               | Amichevole                                                             | -                                                                      |                                                                        |
| 26-4-1975                                                              | Colombes                                                               | Francia                                                                | 0 – 2                                                                  | Portogallo                                                             | Amichevole                                                             | -                                                                      |                                                                        |
| 25-5-1975                                                              | Reykjavík                                                              | Islanda                                                                | 0 – 0                                                                  | Francia                                                                | Qual. Euro 1976                                                        | -                                                                      |                                                                        |
| 3-9-1975                                                               | Nantes                                                                 | Francia                                                                | 3 – 0                                                                  | Islanda                                                                | Qual. Euro 1976                                                        | -                                                                      |                                                                        |
| 12-10-1975                                                             | Reykjavík                                                              | Islanda                                                                | 0 – 0                                                                  | Francia                                                                | Qual. Euro 1976                                                        | -                                                                      |                                                                        |
| 15-11-1975                                                             | Parigi                                                                 | Francia                                                                | 0 – 0                                                                  | Belgio                                                                 | Qual. Euro 1976                                                        | -                                                                      |                                                                        |
| 27-3-1976                                                              | Parigi                                                                 | Francia                                                                | 2 – 2                                                                  | Cecoslovacchia                                                         | Amichevole                                                             | -                                                                      |                                                                        |
| 22-5-1976                                                              | Budapest                                                               | Ungheria                                                               | 1 – 0                                                                  | Francia                                                                | Amichevole                                                             | -                                                                      |                                                                        |
| 1-9-1976                                                               | Copenaghen                                                             | Danimarca                                                              | 1 – 1                                                                  | Francia                                                                | Amichevole                                                             | -                                                                      |                                                                        |
| 9-10-1976                                                              | Sofia                                                                  | Bulgaria                                                               | 2 – 2                                                                  | Francia                                                                | Qual. Mondiali 1978                                                    | -                                                                      |                                                                        |
| 17-11-1976                                                             | Saint-Denis                                                            | Francia                                                                | 2 – 0                                                                  | Irlanda                                                                | Qual. Mondiali 1978                                                    | -                                                                      | Cap.                                                                   |
| 26-6-1977                                                              | Buenos Aires                                                           | Argentina                                                              | 0 – 0                                                                  | Francia                                                                | Amichevole                                                             | -                                                                      |                                                                        |
| 30-6-1977                                                              | Rio de Janeiro                                                         | Brasile                                                                | 2 – 2                                                                  | Francia                                                                | Amichevole                                                             | 1                                                                      | Cap.                                                                   |
| 8-10-1977                                                              | Saint-Denis                                                            | Francia                                                                | 0 – 0                                                                  | Unione Sovietica                                                       | Amichevole                                                             | -                                                                      | Cap.                                                                   |
| 16-11-1977                                                             | Saint-Denis                                                            | Francia                                                                | 3 – 1                                                                  | Bulgaria                                                               | Qual. Mondiali 1978                                                    | -                                                                      | Cap.                                                                   |
| 8-2-1978                                                               | Napoli                                                                 | Italia                                                                 | 2 – 2                                                                  | Francia                                                                | Amichevole                                                             | -                                                                      | Cap.                                                                   |
| 11-5-1978                                                              | Tolosa                                                                 | Francia                                                                | 2 – 1                                                                  | Iran                                                                   | Amichevole                                                             | -                                                                      | Cap. 58’                                                               |
| 2-6-1978                                                               | Mar del Plata                                                          | Italia                                                                 | 2 – 1                                                                  | Francia                                                                | Mondiali 1978 - 1º turno                                               | -                                                                      | Cap.                                                                   |
| 6-6-1978                                                               | Buenos Aires                                                           | Argentina                                                              | 2 – 1                                                                  | Francia                                                                | Mondiali 1978 - 1º turno                                               | -                                                                      | Cap.                                                                   |
| 10-6-1978                                                              | Mar del Plata                                                          | Francia                                                                | 3 – 1                                                                  | Ungheria                                                               | Mondiali 1978 - 1º turno                                               | -                                                                      | Cap.                                                                   |
| 7-10-1978                                                              | Lussemburgo                                                            | Lussemburgo                                                            | 1 – 3                                                                  | Francia                                                                | Qual. Euro 1980                                                        | 1                                                                      | Cap.                                                                   |
| 25-2-1979                                                              | Parigi                                                                 | Francia                                                                | 3 – 0                                                                  | Lussemburgo                                                            | Qual. Euro 1980                                                        | -                                                                      | Cap.                                                                   |
| 2-5-1979                                                               | New York                                                               | Stati Uniti                                                            | 0 – 6                                                                  | Francia                                                                | Amichevole                                                             | -                                                                      | Cap.                                                                   |
| 10-10-1979                                                             | Parigi                                                                 | Francia                                                                | 3 – 0                                                                  | Stati Uniti                                                            | Amichevole                                                             | -                                                                      | 46’                                                                    |
| 26-3-1980                                                              | Parigi                                                                 | Francia                                                                | 0 – 0                                                                  | Paesi Bassi                                                            | Amichevole                                                             | -                                                                      |                                                                        |
| 23-5-1980                                                              | Mosca                                                                  | Unione Sovietica                                                       | 1 – 0                                                                  | Francia                                                                | Amichevole                                                             | -                                                                      |                                                                        |
| 29-4-1981                                                              | Parigi                                                                 | Francia                                                                | 3 – 2                                                                  | Belgio                                                                 | Qual. Mondiali 1982                                                    | -                                                                      |                                                                        |
| 15-5-1981                                                              | Saint-Denis                                                            | Francia                                                                | 1 – 3                                                                  | Brasile                                                                | Amichevole                                                             | -                                                                      | 23’                                                                    |
| 18-11-1981                                                             | Saint-Denis                                                            | Francia                                                                | 2 – 0                                                                  | Paesi Bassi                                                            | Qual. Mondiali 1982                                                    | -                                                                      |                                                                        |
| 5-12-1981                                                              | Saint-Denis                                                            | Francia                                                                | 4 – 0                                                                  | Cipro                                                                  | Qual. Mondiali 1982                                                    | -                                                                      | Cap.                                                                   |
| 23-2-1982                                                              | Parigi                                                                 | Francia                                                                | 2 – 0                                                                  | Italia                                                                 | Amichevole                                                             | -                                                                      |                                                                        |
| 24-3-1982                                                              | Parigi                                                                 | Francia                                                                | 4 – 0                                                                  | Irlanda del Nord                                                       | Amichevole                                                             | -                                                                      | Cap.                                                                   |
| 14-5-1982                                                              | Lione                                                                  | Francia                                                                | 0 – 0                                                                  | Bulgaria                                                               | Amichevole                                                             | -                                                                      | Cap.                                                                   |
| 2-6-1982                                                               | Tolosa                                                                 | Francia                                                                | 0 – 1                                                                  | Galles                                                                 | Amichevole                                                             | -                                                                      | 46’                                                                    |
| 16-6-1982                                                              | Bilbao                                                                 | Inghilterra                                                            | 3 – 1                                                                  | Francia                                                                | Mondiali 1982 - 1º turno                                               | -                                                                      |                                                                        |
| 21-6-1982                                                              | Valladolid                                                             | Kuwait                                                                 | 1 – 4                                                                  | Francia                                                                | Mondiali 1982 - 1º turno                                               | -                                                                      |                                                                        |
| 24-6-1982                                                              | Valladolid                                                             | Francia                                                                | 1 – 1                                                                  | Cecoslovacchia                                                         | Mondiali 1982 - 1º turno                                               | -                                                                      |                                                                        |
| 4-7-1982                                                               | Madrid                                                                 | Francia                                                                | 4 – 1                                                                  | Irlanda del Nord                                                       | Mondiali 1982 - 2º turno                                               | -                                                                      |                                                                        |
| 8-7-1982                                                               | Siviglia                                                               | Germania Ovest                                                         | 3 – 3 dts (5 – 4 dtr)                                                  | Francia                                                                | Mondiali 1982 - Semifinale                                             | 1                                                                      |                                                                        |
| 10-7-1982                                                              | Alicante                                                               | Polonia                                                                | 3 – 2                                                                  | Francia                                                                | Mondiali 1982 - Finale 3º posto                                        | -                                                                      | Cap.                                                                   |
| 31-8-1982                                                              | Saint-Denis                                                            | Francia                                                                | 0 – 4                                                                  | Polonia                                                                | Amichevole                                                             | -                                                                      | Cap.                                                                   |
| 10-11-1982                                                             | Rotterdam                                                              | Paesi Bassi                                                            | 1 – 2                                                                  | Francia                                                                | Amichevole                                                             | -                                                                      |                                                                        |
| 6-10-1982                                                              | Parigi                                                                 | Francia                                                                | 1 – 0                                                                  | Ungheria                                                               | Amichevole                                                             | -                                                                      | Cap.                                                                   |
| 10-11-1982                                                             | Rotterdam                                                              | Paesi Bassi                                                            | 1 – 2                                                                  | Francia                                                                | Amichevole                                                             | -                                                                      |                                                                        |
| 5-10-1983                                                              | Parigi                                                                 | Francia                                                                | 1 – 1                                                                  | Spagna                                                                 | Amichevole                                                             | -                                                                      | Cap.                                                                   |
| 12-11-1983                                                             | Zagabria                                                               | Jugoslavia                                                             | 1 – 2                                                                  | Francia                                                                | Amichevole                                                             | -                                                                      | Cap.                                                                   |
| Totale                                                                 |                                                                        | Presenze                                                               | 63                                                                     |                                                                        | Reti                                                                   | 4                                                                      |                                                                        |

## Palmarès

### Club
- Coppa di Francia: 1

Olympique Marsiglia: 1975-1976
- Coppa delle Alpi: 1

Bordeaux: 1980
- Campionato francese: 1

Bordeaux: 1983-1984

### Individuale
- Calciatore francese dell'anno: 1

1972